# Miss Mondo 1952
Miss Mondo 1952, la seconda edizione di Miss Mondo, si è tenuta il 14 novembre 1952, presso il Lyceum Theatre di Londra. Il concorso è stato presentato da Eric Morley. May Louise Flodin, rappresentante della Svezia è stata incoronata Miss Mondo 1952.

## Risultati
| Risultato finale | Concorrente                    |
| ---------------- | ------------------------------ |
| Miss Mondo 1952  | - Svezia - May Louise Flodin   |
| 2ª classificata  | - Svizzera - Sylvia Müller     |
| 3ª classificata  | - Germania Ovest - Vera Marks  |
| 4ª classificata  | - Finlandia - Eeva Hellas      |
| 5ª classificata  | - Stati Uniti - Tally Richards |

## Concorrenti
- Danimarca - Lillian Christensen
- Finlandia - Eeva Maria Hellas
- Francia - Nicole Drouin
- Germania Ovest - Vera Marks
- Irlanda - Eithne Dunne
- Paesi Bassi - Sanny Weitner
- Regno Unito - Doreen Dawne
- Regno Unito - Marleen Ann Dee
- Stati Uniti - Tally Richards
- Svezia - May Louise Flodin
- Svizzera - Sylvia Müller

### Debutti
- Finlandia
- Germania Ovest
- Irlanda
- Svizzera

### Squalifiche
- Belgio - Anne-Marie Pauwels (squalificata per aver rifiutato di separarsi dal suo fidanzato che l'aveva accompagnata in Inghilterra)